# Z25-ös zónázó személyvonat
A Z25-ös zónázó személyvonat Budapest-Keleti pályaudvar és Kunszentmiklós-Tass vasútállomás között közlekedő elővárosi vonat. Vonatszáma négyjegyű, 37-tel kezdődik.

## Története
A Budapest–Kunszentmiklós-Tass–Kelebia-vasútvonalon 2022. február 1-jétől vágányzári menetrend érvényes, Délegyháza felé munkanapokon reggel 1 vonat a Z25-ös jelzést kapta. A vonatok helyett Délegyházától Kunszentmiklós-Tassig vonatpótló autóbusz közlekedik. Budapest felé nem jár. 2022. május 1-jétől a teljes vasútvonalon szünetel a vasúti közlekedés. Vonatok helyet a teljes vonalat a Volánbusz pótolja. Szeged és Kelebia között új pótlóbusz járat közlekedik.

## Járművek
A viszonylaton kizárólag Stadler FLIRT motorvonatok járnak.

## Útvonala
| 0                                                                        | Budapest-Keleti vonat végállomása                            |                                                       |
| 9                                                                        | Ferencváros                                                  | 281 1, 51A G10 , S36 , G43 , InterRégió               |
| 15                                                                       | Pesterzsébet                                                 | 66, 66B, 119, 151, 166 630, 632, 635, 636, 655, 661   |
| 36                                                                       | Délegyháza vonat végállomása                                 | 652, 655, 656, 664                                    |
| Délegyháza és Kunszentmiklós-Tass között vonatpótló autóbusz közlekedik. |                                                              |                                                       |
| 41                                                                       | Délegyháza, vasútállomás amh. pótlóbusz végállomása          | 652, 655, 656, 664                                    |
| 56                                                                       | Kiskunlacháza, vasútállomás elágazás amh.                    | 645, 647, 648, 653, 660, 661, 665, 668, 669, 670 1115 |
| 60                                                                       | Kiskunlacháza, vasútállomás bejárati út amh.                 | 645, 647, 648, 653, 669, 670                          |
| 70                                                                       | Apaj, Kunszentmiklósi útelágazás amh.                        | 647, 649, 669 1115                                    |
| 82                                                                       | Kunszentmiklós, Kálvin tér amh.                              | 646, 647, 653 1115                                    |
| 86                                                                       | Kunszentmiklós-Tass, vasútállomás amh. pótlóbusz végállomása | 646                                                   |